# Rückstände in Lebensmitteln
Rückstände in Lebensmitteln sind, in der Regel dort unerwünschte, Reste solcher Stoffe, die zur Herstellung von Lebensmitteln absichtlich eingesetzt werden. Der Begriff des Lebensmittelrückstands unterscheidet sich damit von dem der Kontaminanten.
Die Bandbreite der zur Herstellung von Lebensmitteln eingesetzten Arten von Stoffen ist enorm, da mittlerweile auf allen Stufen der Lebensmittelproduktion eine große Anzahl von sehr unterschiedlichen Stoffen eingesetzt werden kann. In einer ersten Näherung lassen sich folgende Arten von Stoffen unterscheiden:
Im Rahmen der Urproduktion werden
- zur Erzeugung von Lebensmitteln pflanzlichen Ursprungs vor allem Düngemittel und Pflanzenschutzmittel,
- zur Erzeugung von Lebensmitteln tierischen Ursprungs Futtermittel und deren Zusatzstoffe sowie Tierarzneimittel eingesetzt.

Im Rahmen der weiteren Verarbeitungsschritte erfahren viele Lebensmittel eine unmittelbare Nähe zu verschiedenen Verarbeitungshilfsstoffen, die ihrerseits eine Teilmenge der Lebensmittelzusatzstoffe darstellen.
Jede dieser Stoffgruppen weist eine große Vielfalt unterschiedlichster Stoffe auf. Die Regulierung von Rückständen in Lebensmitteln stellt daher einen der anspruchsvollsten Bereiche des Stoffrechts dar. Gesetzgeber in allen Industrieländern versuchen mit zahlreichen Vorschriften sicherzustellen, dass diese Stoffe, die für den menschlichen Verzehr nicht vorgesehen sind, in den Lebensmitteln nur in so geringen Mengen enthalten sind, dass sie nach Verzehr durch den Menschen für diesen keine nachteiligen Wirkungen haben.
Erster Anknüpfungspunkt zur Erreichung dieses Ziels ist die europäische REACH-Verordnung. Sie fordert für jeden Stoff mit einem Produktionsvolumen über 1 Tonne pro Jahr Mindestinformationen aus toxikologischen Untersuchungen an mindestens zwei Tierarten. Ein weiterer Anknüpfungspunkt im deutschen Recht sind die Vorschriften des Lebensmittel- und Futtermittelgesetzbuches zu erlaubten Höchstmengen § 8, § 9, § 10, § 14, § 15. Diese Mengen liegen im ppm-Bereich (mg Wirkstoff pro kg Lebensmittel) oder ppb-Bereich (mg Wirkstoff pro t Lebensmittel). Solange auf den Einsatz der Stoffe im Rahmen der Lebensmittelproduktion nicht gänzlich verzichtet werden kann, ist eine komplette Abwesenheit (Nulltoleranz) oft nicht möglich. Mit den heutigen empfindlichen analytischen Möglichkeiten können auch sehr geringe Rückstandsmengen nachgewiesen werden.

## Rückstände aus der Urproduktion
Die in einem Lebensmittel enthaltenen Rückstände aus der Urproduktion unterscheiden sich danach, ob das Lebensmittel im Rahmen der konventionellen Landwirtschaft, gegebenenfalls gar in Form der industriellen Landwirtschaft, oder im Rahmen der ökologischen Landwirtschaft erzeugt wurde. Grundsätzlich ist vor allem im Rahmen der erstgenannten Erzeugungsarten mit folgenden Rückständen zu rechnen:

### Pestizide

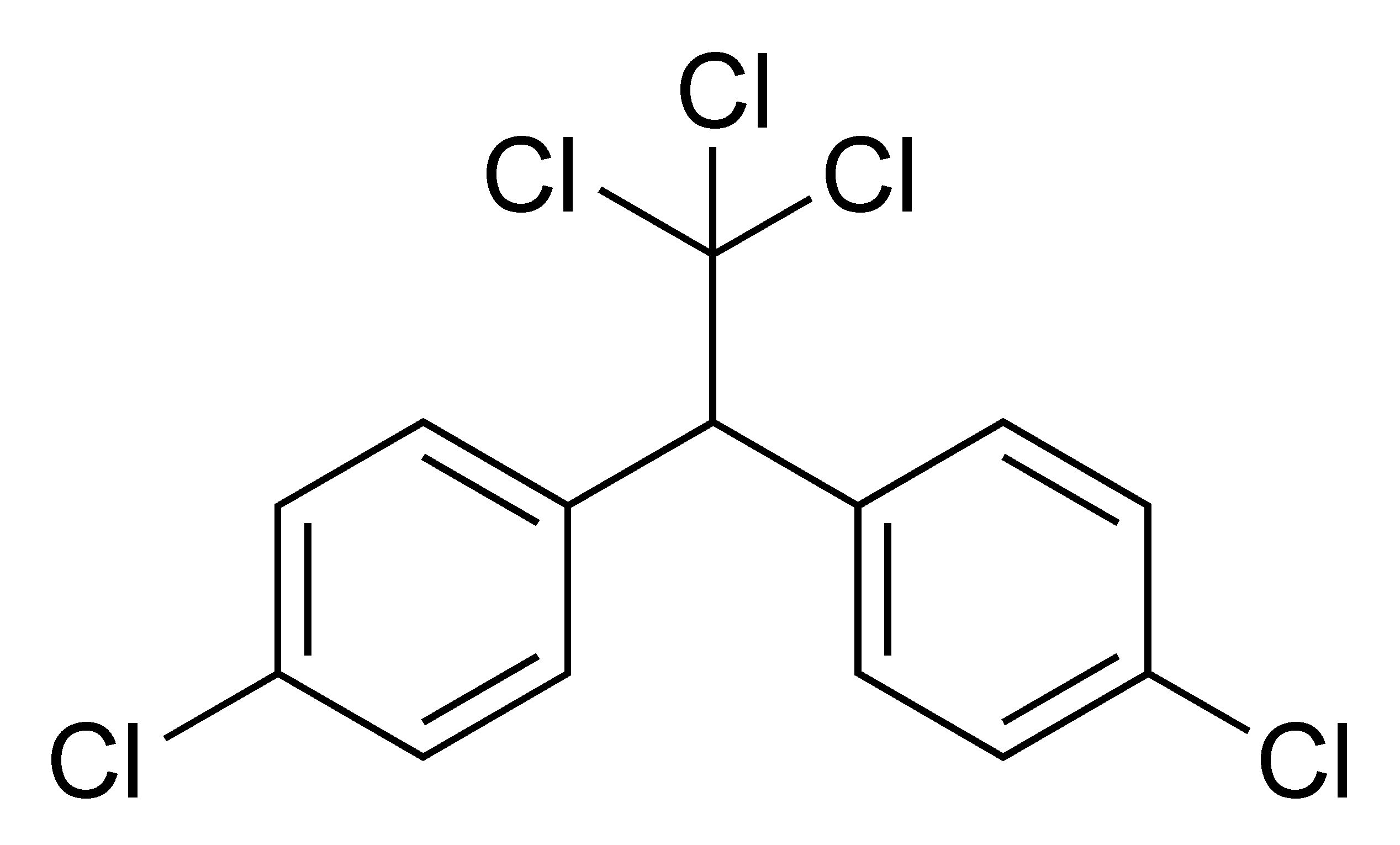
DDT ist ein bekanntes Insektizid, für dessen Wirkung auf das Nervensystem von Insekten 1948 der Nobelpreis für Physiologie verliehen wurde.

Die Pflanzenschutzmittel selbst unterliegen in der EU dem Pflanzenschutzmittelrecht nach Verordnung (EG) Nr. 1107/2009 (Pflanzenschutzmittelverordnung). Auf Basis der Versuche zu kurzzeitiger und chronischer Toxizität werden Grenzwerte abgeleitet und Verbraucherexposition sowie gesundheitliches Risiko abgeschätzt. Es soll sichergestellt werden, dass zugelassene Pflanzenschutzmittel nach ordnungsgemäßer Verwendung keine schädliche Auswirkung auf die Gesundheit von Menschen haben.
Für die Rückstände in Lebensmitteln gilt in Deutschland, wie in allen anderen europäischen Mitgliedsstaaten auch, zunächst einmal die europäische Pflanzenschutzmittel-Rückstandsverordnung. Daneben gelten auch die Vorschriften der deutschen Pflanzenschutzmittel-Höchstmengenverordnung. Auf etwa 400 Stoffe wird im Rahmen der behördlichen Lebensmittelüberwachung im Sinne des Verbraucherschutzes kontrolliert. In der Schweiz gilt für selbiges die »Verordnung des EDI über die Höchstgehalte für Pestizidrückstände in oder auf Erzeugnissen pflanzlicher und tierischer Herkunft«.
Eine konventionelle Landwirtschaft ohne Anwendung von Pestiziden ist heute nicht mehr denkbar, obwohl erwiesen ist, dass diese das natürliche Gleichgewicht zwischen Schädlingen und ihren Fressfeinden schädigen oder zerstören. Für den automatisierten Anbau sind diese vonnöten, andernfalls droht ein Ernteverlust von über 30 Prozent. Man ist zwar bemüht, Stoffe einzusetzen, die vor der Ernte komplett abgebaut sind. In den vorherigen Jahren wurden jedoch vor allem chlororganische Verbindungen eingesetzt, die gar nicht oder unvollständig verstoffwechselt werden. Ihre große Beständigkeit führte zur Verteilung auf der ganzen Welt, sodass sich mittlerweile auch beträchtliche Mengen in Muttermilch nachweisen lassen. Eine der wenigen noch zugelassenen Chlorverbindungen ist Quintozen, das im Unterglasanbau von Salat, Chicorée und Gurken sowie als Saatbehandlungsmittel eingesetzt wird.
Ein beispielhaftes Pestizid ist Lindan, das in Fleischerzeugnissen gefunden wird. Zur Klasse der Phosphorsäureester gehören Parathion, Ethion und Malathion sowie Dimethoat, Mevinphos, Bromophos und Chlorfenvinphos. Sie wirken an den Synapsen der Insekten als Cholinesterasehemmer. Sie werden bevorzugt im Obst- und Gemüseanbau verwendet, da sie schnell zu ungiftigen Metaboliten abgebaut werden, weshalb grundsätzliche Wartezeiten einzuhalten sind. Jedoch sind sie für Menschen auch in geringen Dosen tödlich und können über Atemwege und Haut aufgenommen werden. Daher müssen beim Aufbringen geeignete Schutzmaßnahmen getroffen werden.
Im Weinbau werden vor allem anorganische Fungizide wie elementarer Schwefel und Kupfersalze und im Bereich organischer Pilzbekämpfungsmittel vor allem Abkömmlinge der N,N-Dimethyldithiocarbamidsäure eingesetzt, die gegen verschiedene Schimmelpilzarten und Mehltau wirken.
Weltweit bekannt wurden 2,4-Dichlorphenoxyessigsäure und Trichlorphenoxyessigsäure, die in hohen Dosen als Totalherbizid zur Entlaubung während des Vietnam-Krieges eingesetzt wurde. Ihre Toxizität gegen Warmblüter ist zwar gering, jedoch gehört das Nebenprodukt 2,3,7,8-Tetrachlordibenzodioxin (TCDD, auch Seveso-Gift nach der Chemiekatastrophe) zu den giftigsten bekannten Substanzen, das sich durch seine starke teratogene Wirkung auszeichnet und auch in den Abgasen von Müllverbrennungsanlagen zu finden ist. Pentachlorphenol ist eine ähnliche Verbindung, die zum Holz-, Textil- und Lederschutz gegen Bakterien und Pilze eingesetzt wird und in Speisepilze und Schweinefleisch übertragen wird und krebserregend wirkt.
Zu den stärksten Pestiziden gehören die Pyrethrine, Cinerine und Neonicotinoide, die als Kontakt- und Fraßgifte gegen Insekten
und niedere, wechselwarme Tiere eingesetzt werden. Höhere Säugetiere und Vögel nehmen kaum Schäden.
In Deutschland bestanden im Jahr 2008 in circa 5 % der Obst- und Gemüseproben, die von der amtlichen Kontrolle untersucht wurden, der Verdacht auf eine unzulässige Anwendung. In etwa 2 % der Fälle wurden nicht zugelassene Wirkstoffe gefunden, in circa 3 % fehlte eine Genehmigung für den zugelassenen Wirkstoff in der Kultur. Nur etwa 14 % der Proben mit nicht zugelassenen Wirkstoffen wurden wegen Höchstmengenüberschreitungen beanstandet. Zu den häufigsten Proben mit nicht zugelassenen Rückständen gehören Paprika (38,7 %, möglicherweise häufig falsch als deutsche Ware deklariert), Bohnen mit Hülsen (15,5 %), Grünkohl (14,1 %), Küchenkraut (11,5 %), Zucchini (10,4 %), Stachelbeeren (9,0 %), Feldsalat (8,0 %), Rucola (7,7 %), Brombeeren (6,3 %), Birnen (5,9 %).
Bei frischen Gemüsen und Gewürzen aus Asien, welche zwischen 2012 und 2015 in die Schweiz importiert wurden, konnte bei 4 Prozent der Proben eine Überschreitung der Akuten Referenzdosis festgestellt werden. Per 15. Oktober 2022 wurden in der Schweiz die erlaubten Höchstwerte bei Pflanzenschutzmittelrückständen angepasst; u. a. wurde der Höchstgehalt des Wirkstoffs Pencycuron bei Kartoffeln von 0,1 mg/kg auf 0,02 mg/kg gesenkt.

### Tierarzneimittel
In der Tierhaltung kann eine Reihe verschiedener Präparate mit pharmakologischer Wirkung Anwendung finden. Die wichtigsten sind:
- Antibiotika
- Hormone
- Thyreostatika
- Beruhigungsmittel
- Antiparasitika
- Beta-Agonisten

Antibiotika werden vor allem in der Tiermast eingesetzt. Sie können beispielsweise dem Futter beigemengt sein. Es dürfen jedoch keine Wirkstoffe verwendet werden, die in der Humanmedizin Anwendung finden, um Resistenzbildung bei den Krankheitserregern vorzubeugen. Die Medikamente entweder präventiv oder bei akuten Erkrankungen der Tiere verwendet. Ein weiterer positiver Nebeneffekt mancher Antibiotika ist, dass auch Teile der Mikroorganismen im Darm bekämpft werden, was zu einer besseren Verwertung des Futters führen kann, sodass sich der Futtermittelaufwand verringert. Diese Wirkstoffe werden Leistungsförderer genannt, deren Einsatz in der EU seit 2006 nicht mehr erlaubt ist.
Als Hormone kommen vor allem Sexualhormone zum Einsatz. Diese haben östrogene, androgene oder gestagene Wirkungen und werden besonders als Masthilfsmittel verwendet. Sie bewirken eine verstärkte Proteinbildung und besserer Futterausnutzung. In der Europäischen Union ist die Anwendung von Hormonen bei lebensmittelliefernden Tieren verboten. Auch darf kein hormonbehandeltes Fleisch eingeführt werden.
Thyreostatika sind Thioharnstoff-Derivate, die die Schilddrüsenfunktion beeinflussen. Dabei hemmen sie die Synthese des Hormons Thyroxin. Dies führt in der Tiermast vor zu teilweise starker Gewichtszunahme der Tiere. Jedoch beruht diese vor allem auf einer erhöhten Wassereinlagerung, was sich negativ auf die Fleischqualität auswirkt.
Da Tiere vor allem beim Transport einem erhöhten Stress ausgesetzt sind, können Beruhigungsmittel wie Neuroleptika, Benzodiazepine oder Beta-Blocker eingesetzt werden. Diese spielen mittlerweile eine eher untergeordnete Rolle, da nach Verabreichung der Wirkstoffe eine vorgeschriebene Wartezeit eingehalten werden muss, bevor die Tiere geschlachtet werden dürfen. Bei einem Transport zum Schlachthof sind Beruhigungsmittel daher wenig sinnvoll. Außerdem wurden mittlerweile weniger stressanfällige Tiere gezüchtet, was den Einsatz von Beruhigungsmitteln obsolet macht.
Um schädliche Parasiten zu bekämpfen oder vorzubeugen, können Antiparasitika verwendet werden. Es kann zwischen Endoparasiten, wie Würmer, Egel und Toxoplasmen, und Ektoparasiten (Milben, Flöhe und Zecken) unterschieden werden. Sie können die Gesundheit der Tiere direkt oder indirekt (z. B. durch Übertragung von Krankheiten) negativ beeinflussen. Bei Wurmbefällen eignet sich die Anwendung von Anthelmintica wie beispielsweise Avermectine oder Benzimidazole.
Manche Antiparasitika werden auch in der Landwirtschaft als Pestizide eingesetzt. So wird zum Beispiel Fipronil sowohl in der Landwirtschaft gegen Ameisen, als auch in der Tiermedizin gegen Flöhe und Milben verwendet.
Beta-Agonisten sind auch Leistungsförderer. Sie sollen bei hoher Dosierung ein besseres Fleisch/Fett-Verhältnis bewirken. Die Wirkung beruht auf der Erregung der β-Rezeptoren am Herz und der glatten Muskulatur. Typische Vertreter sind Clenbuterol und Salbutamol, die auch beim Doping im Sport eingesetzt wurden. Mit Beta-Agonisten behandelte Tiere dürfen nicht zur Lebensmittelgewinnung verwendet werden. Generell ist der Einsatz von Tierarzneimitteln streng reguliert und oft mit bestimmten Auflagen, wie Einhaltung von Wartezeiten bis zur Schlachtung, verknüpft.
Die in diesen Lebensmitteln tierischen Ursprungs erlaubten Arzneimittelrückstände sind in der europäischen Verordnung (EG) Nr. 470/2009 festgelegt.

## Verbraucherbewusstsein
Verbraucher schätzen laut einer Eurobarometer-Umfrage aus dem Jahr 2010 die gesundheitlichen Risiken bei Lebensmittelrückständen in Form von Chemikalien stärker ein als bakterielle Verunreinigungen oder ernährungsphysiologische Probleme. Wenn die Befragten spezifische Probleme angeben dürfen, führen Pestizidrückstände in Obst, Gemüse und Getreideprodukten; Antibiotika, Hormone in Fleischwaren; das Klonen von Tieren zur Herstellung von Lebensmitteln oder Schadstoffe wie Quecksilber in Fisch oder Dioxine in Schweinefleisch. Im Vergleich dazu wird die bakterielle Verunreinigung von Lebensmitteln weniger wichtig genommen. Weniger Befragte sorgten sich zudem um ernährungsbedingte Risiken wie Gewichtszunahme oder darum, sich nicht ausgewogen zu ernähren.